# MAY -メイ-
『MAY -メイ-』（原題: May）は、2002年に製作されたアメリカ合衆国のホラー映画。
2003年の東京国際ファンタスティック映画祭に正式出品作品された。

## ストーリー
メイは、右目が斜視であるというコンプレックスを抱えており、母親の作ってくれた人形のスージー以外に友達がいなかった。友人や恋人ができても彼らとの関係がうまくいかず、孤独が深まったある時、彼女は自分で友達を造ることを決めた。そうすべく、彼女は自分の同僚や恋人の体のパーツを集めることにした。

## キャスト
| 役名         | 俳優                   | 日本語吹替 |
| ------------ | ---------------------- | ---------- |
| メイ         | アンジェラ・ベティス   | 石塚理恵   |
| アダム       | ジェレミー・シスト     | 咲野俊介   |
| ポリー       | アンナ・ファリス       | 沢谷有梨   |
| ブランク     | ジェームズ・デュヴァル | 藤井啓輔   |
| アンブロシア | ニコール・ヒルズ       |            |
| メイの父親   | ケヴィン・ゲイジ       |            |
| メイの母親   | マール・ケネディ       |            |
| フープ       | ノラ・ゼヘットナー     |            |